# Koda, Benin
Koda är en ort i Benin. Den ligger i den centrala delen av landet, 260 km norr om huvudstaden Porto-Novo. Koda ligger 418 meter över havet och antalet invånare är 5 289.
Terrängen runt Koda är platt söderut, men norrut är den kuperad. Koda ligger uppe på en höjd. Runt Koda är det ganska glesbefolkat, med 24 invånare per kvadratkilometer.. Det finns inga andra samhällen i närheten.
I omgivningarna runt Koda växer huvudsakligen savannskog.